# Шамугия, Иван Варламович
Иван Варламович Шамугия (1913, Зугдидский уезд, Кутаисская губерния, Российская империя — неизвестно, село Октомбери, Зугдидский район, Грузинская ССР) — звеньевой колхоза «Октомбери» Зугдидского района, Грузинская ССР. Герой Социалистического Труда (1948).

## Биография
Родился в 1913 году в крестьянской семье в Зугдидском уезде, в современном селе Октомбери. После окончания местной школы трудился в сельском хозяйстве. С 1936 по 1938 года проходил срочную службу в Красной Армии. В июне 1941 года призван по мобилизации. Участвовал в Великой Отечественной войне. Воевал начальником отделения 22-го пункта хлебопечения в составе 61-й стрелковой дивизии. С 1943 года — член ВЛКСМ. После демобилизации возвратился на родину, где трудился звеньевым полеводческого звена в колхозе «Октомбери» зугдидского района.
В 1947 году звено под его руководством собрало в среднем с каждого гектара по 72,81 центнеров кукурузы с площади 3 гектара. Указом Президиума Верховного Совета СССР от 21 февраля 1948 года удостоен звания Героя Социалистического Труда за «получение высоких урожаев кукурузы и пшеницы в 1947 году» с вручением ордена Ленина и золотой медали «Серп и Молот» (№ 817).
Этим же указом званием Героя Социалистического Труда были награждены председатель колхоза Валериан Николаевич Шамугия, бригадир Варлам Отарович Цицава и звеньевой Алексей Андреевич Цоцерия.
После выхода на пенсию проживал в селе Октомбери. Дата смерти не установлена (после марта 1985 года).
Награды
- Герой Социалистического Труда
- Орден Ленина
- Орден Отечественной войны 1 степени (11.03.1985)
- Медаль «За боевые заслуги» (05.09.1944)